# Jaktens Tid
Jaktens Tid (в переводе со швед. — «Время охоты») — второй студийный альбом финской фолк-метал-группы Finntroll, вышедший в 2001 году. Это последний альбом в первоначальном составе, с участием основателей группы гитариста Сомниума и вокалиста Катлы.

## Об альбоме
В Jaktens Tid группа широко использует народные мотивы, в частности хумппа (например, в одноимённой альбому песне «Jaktens Tid»).
Одна из песен альбома, «Vargtimmen», является кавер-версией на песню из альбома Trä группы Hedningarna.

## Список композиций
1. «Krig (intro)» (Война) — (2:09)
2. «Födosagan» (Песнь о рождении) — (5:02)
3. «Slaget vid blodsälv» (Битва на кровавой реке) — (3:16)
4. «Skogens hämnd» (Месть леса) — (4:06)
5. «Jaktens tid» (Время охоты) — (3:34)
6. «Bakom varje fura» (За каждой ёлкой) — (2:14)
7. «Kitteldags» (Около котла) — (2:05)
8. «Krigsmjöd» (Мёд войны) — (3:10)
9. «VargTimmen» (Час волка) — (3:30)
10. «Kyrkovisan» (Церковная песенка) — (1:22)
11. «Den hornkrönte konungen (Rivfaders tron)» (Рогатый король (трон Ривфадера)) — (3:45)
12. «Aldhissla» (Альдхисла) — (6:27)
13. «Tomhet och tystnad härska (outro)» (Пустота и тишина владычествуют) — (4:35)

## Участники записи
- Ян 'Katla' Ямсен — вокал
- Самули 'Skrymer' Понсимаа — ритм-гитара
- Теему 'Somnium' Раиморанта — ведущая, ритм- и акустическая гитары, хор
- Samu "Beast Dominator" Ruotsalaine — ударные, перкуссия
- Хенри 'Trollhorn' Сорвали — клавишные
- Sami "Tundra" Uusitalo – бас-гитара, хор, перкуссия

Приглашённые участники 
- Jonne Järvelä – йойк-вокал, хор
- Hanky Bannister – банджо
- Vicar Tapio Wilska – бормотание на латыни